# Treppo Grande
Treppo Grande – miejscowość i gmina we Włoszech, w regionie Friuli-Wenecja Julijska, w prowincji Udine.
Według danych na rok 2004 gminę zamieszkiwały 1753 osoby, 159,4 os./km².